# Bianca Sollazzo
Bianca Sollazzo (Napoli, 10 ottobre 1922 – Castel Volturno, 8 novembre 2011) è stata un'attrice italiana.

## Biografia
Figlia d'arte (suo padre è stato comico di varietà ed ha militato per alcuni anni nella compagnia di rivista di Totò), debutta in teatro giovanissima. Dopo varie esperienze nel varietà e nella Piedigrotta, nel 1942, firma un lungo contratto come prima attrice giovane della compagnia di sceneggiata di Aniello Marchetiello e Amedeo Girard.
Nel 1950, dopo la messa in scena del Preambolo di Vian e Fusco e Piedigrotta in frak con Ugo D'Alessio e Vittorio Bottone, diventa prima attrice della formazione di Eugenio Maggi. Nel 1951, debutta con la rivista con Tutto è facile di Grotta e Rossi. In questi anni, per un lungo periodo, la Sollazzo sarà in tournée in Sudamerica con la Rivista, dividendosi tra Buenos Aires e San Paolo del Brasile.
Tra il 1955 e il 1965 è diretta da Eduardo nella Scarpettiana del Teatro San Ferdinando insieme ad attori del calibro di Pietro De Vico, Pupella Maggio, Ugo D'Alessio, Gennarino Palumbo e molti altri. In questo periodo mette in scena le commedie 'A nanassa, Nu turco napulitano, Na santarella, 'O scarfalietto e molte altre.
Nel 1967, è scritturata da Eduardo De Filippo per la commedia Il contratto che sarà presentata alla XXVI Mostra del Teatro di prosa della Biennale di Venezia. A Il contratto, seguirà Natale in casa Cupiello.
Alla metà degli anni settanta torna al teatro di sceneggiata, unendosi alla compagnia stabile del Teatro Duemila con Beniamino Maggio, Liliana e Trottolino. Celebre nel 1977 la sceneggiata Lucia Catena con Vincenzo Vitale. Sul finire degli anni settanta diventa prima attrice comica della compagnia di Tony Bruni e, a seguire, di quella di Mario Trevi.
Il 1979 è l'anno dell'incontro con Lino Crispo e l'inizio dal grande successo comico del duetto che la Sollazzo costituisce con il comico napoletano, reso celebre da molte trasmissioni realizzate per l'emittente televisiva Napoli Canale 21. La Sollazzo è protagonista della serie comica Gli amori celebri e in teatro dello spettacolo Sciò sciò ciucciuè, di cui esiste anche un'incisione discografica. In questo periodo inciderà su disco molte delle scenette comiche realizzate con Crispo.
Gli anni ottanta sono anche caratterizzati dall'approdo della Sollazzo al cinema. Tra le pellicole più famose, si ricordano Celebrità (1981), con Nino D'Angelo; L'Ave Maria (1982), sempre con D'Angelo e Maria Rosaria Omaggio, entrambe dirette da Ninì Grassia; Il motorino (1984), con Mario Da Vinci e Sal Da Vinci, sempre per la regia di Ninì Grassia; Chiari di luna, per la regia di Lello Arena; 'O surdato 'nnammurato (1983), con Franco Cipriani e Annie Belle, per la regia ancora di Ninì Grassia; Vento di mare; Blues metropolitano (1985), di Salvatore Piscicelli, con Marina Suma e Ida Di Benedetto, e Sabato, domenica e lunedì (1990), con Sophia Loren e Luca De Filippo, per la regia di Lina Wertmüller.
Nel 1983 torna in teatro con la sceneggiata Zampugnaro 'nnammurato con Carmelo Zappulla. Nel 1987 è al fianco di Mario Scarpetta in Miseria e nobiltà di Eduardo Scarpetta con Franco Iavarone.
Negli anni novanta, dopo essere stata diretta da Tato Russo in 'A nanassa e Tre cazune furtunate di Eduardo Scarpetta, nel 1995 è chiamata da Peter Stein in Zio Vanja di Cechov con Remo Girone, Maddalena Crippa e Elisabetta Pozzi prodotta dal Teatro Argentina di Roma. Nel 1997 è fra gli interpreti de Il medico dei pazzi di Scarpetta, al fianco di Aldo Giuffré e Aldo Bufi Landi, sostituendo Clara Bindi per la regia dello stesso Giuffré. Dopo due stagioni di grandi successi, nel 1998 decide di ritirarsi a vita privata.
Nel 2000 Arnolfo Petri la convince a tornare sulle scene con lo spettacolo A Chiavari si scende di Mario Brancaccio. Ritrovando nuovo smalto, la Sollazzo, diretta dallo stesso Petri, per sette anni è a capo della Nuova Stabile del Teatro Comico del Teatro Il Primo di Napoli, insieme a Rosario Ferro. Tra i titoli interpretati, La Marchesa Treccape con Dalia Frediani; Otto, sedici e ventitré; All'anima della Buonanima e una rivisitazione al femminile di Il signor di Pourceaugnac di Molière, curata sempre da Mario Brancaccio e interpretata anche da Arnolfo Petri.
Nel 2004 le viene conferita la Nike per il Teatro alla carriera. Nel 2009, sempre diretta da Arnolfo Petri, è in La Badessa di Piro Pilessa, che interpreta insieme a Rino Marcelli. Diretta ancora da Petri dà l'addio alle scene nel 2010 in Festa di compleanno di Angela Matassa e Giovanna Castellano, in cui interpreta una dolente e struggente figura di madre.
Muore nel novembre 2011 nella sua casa di Castel Volturno, all'età di 89 anni. Il funerale sarà celebrato il 9 novembre presso la chiesa di San Ferdinando in piazza Trieste e Trento a Napoli, nota anche come la Chiesa degli artisti.

## Filmografia
- Celebrità, regia di Ninì Grassia (1981)
- L'Ave Maria (l'artista), regia di Ninì Grassia (1982)
- 'O surdato 'nnammurato, regia di Ninì Grassia (1983)
- Il motorino, regia di Ninì Grassia (1984)
- Chiari di luna, regia di Lello Arena (1988)
- Sabato, domenica e lunedì, regia di Lina Wertmüller (1990)
- Vento di mare, regia di Gianfranco Mingozzi (1991)

## Discografia parziale

### Album
- Scio' scio' ciucciuè (con Lino Crispo)

### Singoli
- Zappatore (con Lino Crispo, Rino Gioielli e Giacomo Rondinella)